# Famille Coppieters
 (janvier 2021).
La famille Coppieters est une famille de la noblesse belge.

## Membres notables
À cette famille appartiennent :
- Jean Coppieters (1656-1705), échevin de Courtrai, co-fermier général des domaines de Flandre ;
- chevalier Jean-Baptiste Coppieters (1661-1732), ministre des Pays-Bas ;
- Abraham Coppieters (1668-1718), receveur des domaines et bourgmestre de Dixmude de 1707 à 1711 et de Nieuport en 1711 ;
- Joseph-Louis Coppieters (1687-1759), conseiller receveur général des domaines de West-Flandre ;
- Robert Coppieters (1688-1754), receveur général de West-Flandre, premier échevin de Courtrai et de Bruges, prévôt de la Confrérie du Saint-Sang ;
- Louis Coppieters (1692-1739), bourgmestre de Furnes de 1725 à 1736 et de Nieuport de 1738 à 1739 ;
- Jean-Baptiste Coppieters 't Wallant (1695-1783), receveur général de West-Flandre, premier échevin de Courtrai et de Bruges, prévôt de la Confrérie du Saint-Sang ;
- Éléonore Coppieters de Cruyshille (1727-1808), receveur général de West-Flandre, délégué aux États de Flandres ;
- baron Robert Coppieters (1727-1797), bourgmestre de Bruges de 1777 à 1789, puis de 1791 à 1792, député aux États de Flandres, prévôt de la Confrérie du Saint-Sang ;
- Charles Coppieters (1733-1792), avocat au Conseil de Flandre et bourgmestre de Nieuport, député aux États de Flandres ;
- Albert Coppieters (1741-1832), bourgmestre du Franc de Bruges de 1792 à 1793 ;
- Jean-Baptiste Coppieters de Brameries (1756-1822), bourgmestre du Franc de Bruges en 1793 ;
- chevalier Antoine Coppieters de Tergonde (nl) (1757-1831), bourgmestre de Courtrai de 1793 à 1802, directeur de la Loterie royale à Bruxelles ;
- Jean-Baptiste Coppieters 't Wallant (1770-1848), maire de Poperinge de 1803 à 1815, puis bourgmestre de Bruges de 1830 à 1841 ;
- Charles Coppieters-Stochove (1774-1864), magistrat, membre de la seconde Chambre des États généraux de 1823 à 1830, du Congrès national de 1830 à 1831, puis de la Chambre des représentants de Belgique de 1831 à 1841 (vice-président de la Chambre en 1833-1834), prévôt de la Confrérie du Saint-Sang ;
- Jean-Baptiste Coppieters 't Wallant (1806-1860), avocat et membre de la Chambre des représentants de Belgique de 1853 à 1860 ;
- Alfred Coppieters 't Wallant (1835-1906), bâtonnier de Bruges et militant flamand ;
- Gustave Coppieters (1840-1885), peintre ;
- Ernest Coppieters-Stochove (nl) (1848-1936), historien ;
- Paul Coppieters (nl) (1862-1938), bourgmestre de Sint-Andries de 1919 à 1921 ;
- Robert Coppieters 't Wallant (1871-1955), archéologue ;
- Jean-Baptiste Coppieters 't Wallant (1875-1956), avocat, commissaire des arrondissements de Bruges et d'Ostende de 1906 à 1937, prévôt de la Confrérie du Saint-Sang ;
- Hubert Coppieters-Stochove (nl) (1876-1950), historien et archiviste ;
- Albéric Coppieters (1878-1902), artiste peintre ;
- Joseph Coppieters (nl) (1881-1960), docteur en droit, avocat, chef de cabinet du gouverneur de la Flandre occidentale, prévôt de la Confrérie du Saint-Sang ;
- Albert Coppieters (1884-1952), prévôt de la Confrérie du Saint-Sang ;
- Fernand Coppieters de ter Zaele (nl) (1894-1961), bourgmestre de Sint-Andries ;
- Charley Coppieters 't Wallant (1903- ), résistant, administrateur de l'Union des fraternelles de l'Armée secrète ;
- Alfred Coppieters 't Wallant (1907- ), résistant, dirigeant de l'Armée secrète à Bruges, prévôt de la Confrérie du Saint-Sang ;
- Jean-Baptiste Coppieters 't Wallant (1908-2001 ), docteur en droit, commandant de cavalerie, adjoint au Grand maître de la Maison de la Reine Élisabeth de 1946 à 1949 ;
- Yves Coppieters 't Wallant (1909-1968), ambassadeur du Roi des Belges, chef de la délégation de l'Union économique belgo-luxembourgeoise aux Nations unies, président de la délégation Benelux et du Comité permanent des questions commerciales de la CEE ;
- chevalier Emmanuel Coppieters de ter Zaele (nl) (1925-1993), docteur en droit et en sciences économiques, directeur général de l'Institut royal des Relations internationales, consul général du Honduras, ambassadeur.
- Yves Coppieters (1968), médecin épidémiologiste, député, ministre wallon.

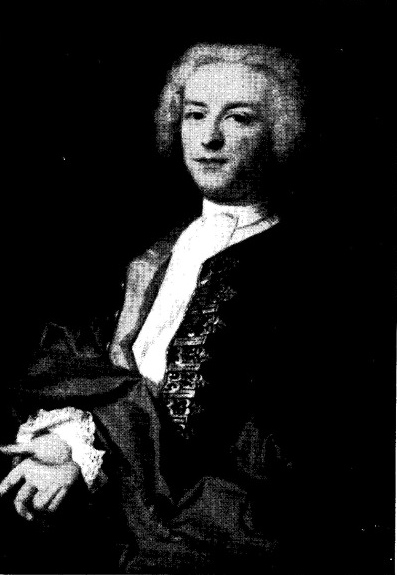
Jean-Baptiste Coppieters 't Wallant (1695-1783)
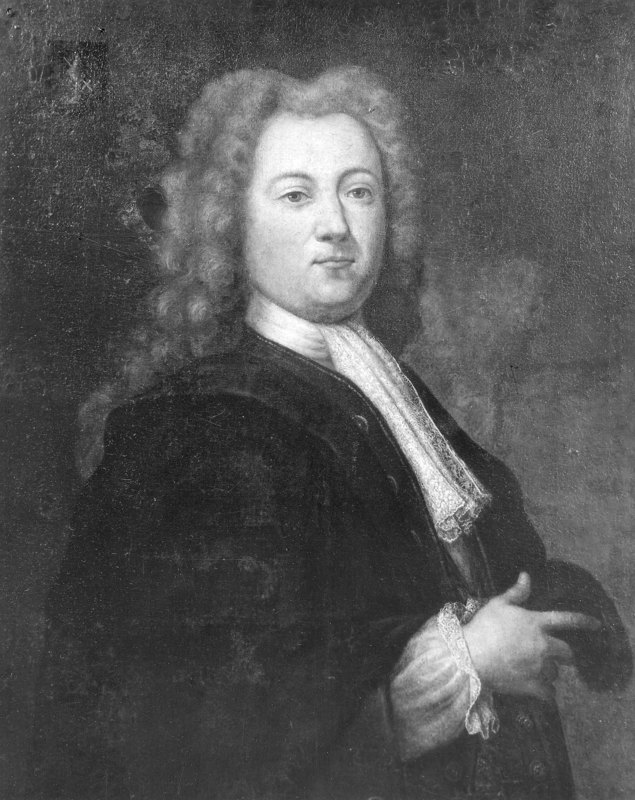
Coppieters, gouverneur
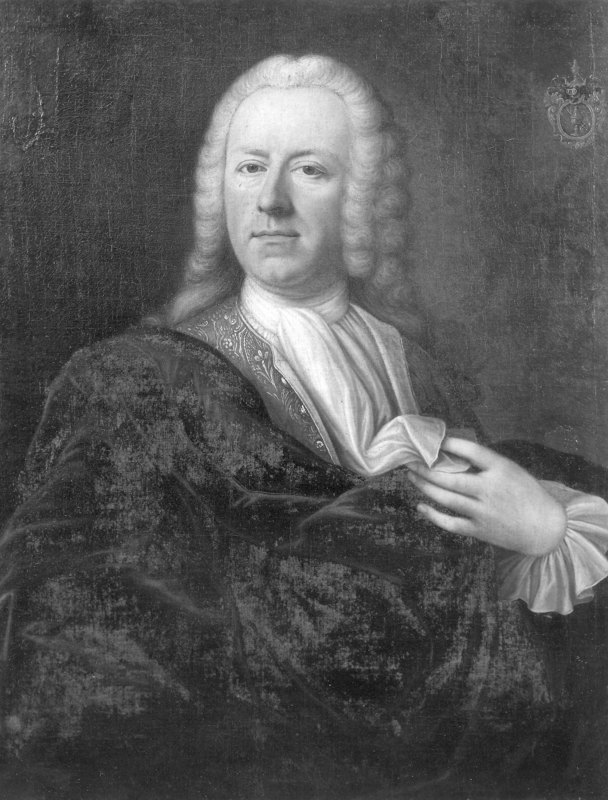
Robert Jozef Coppieters
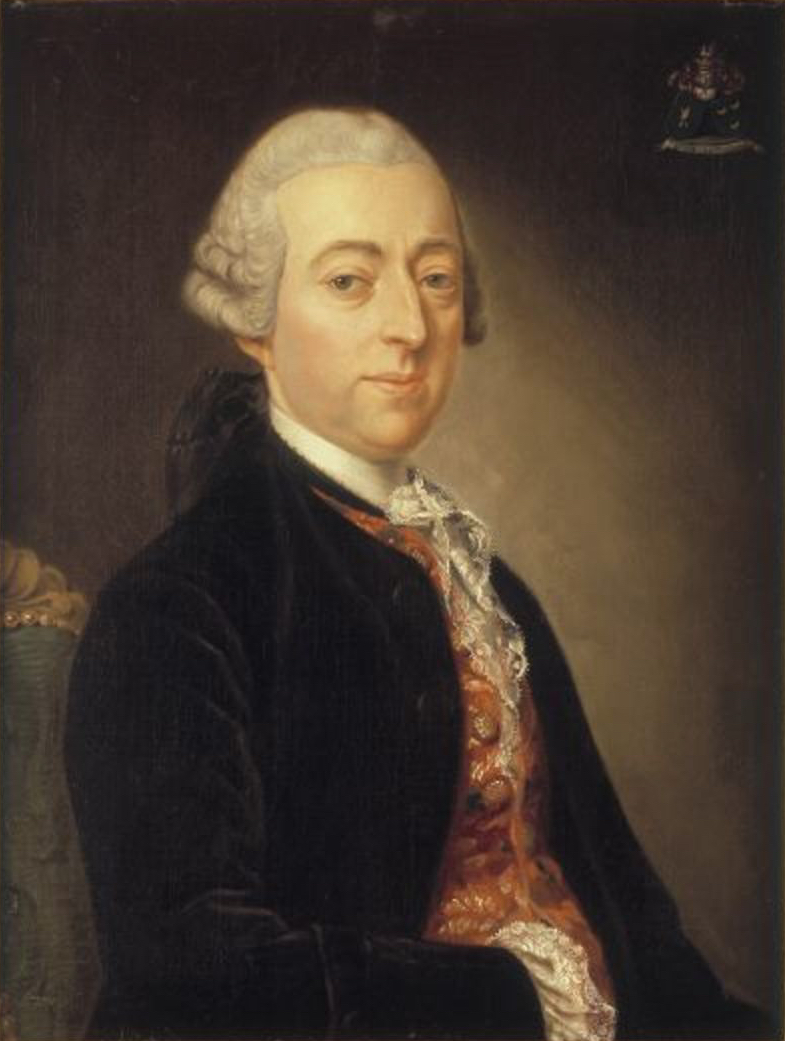
Robert Coppieters (1727-1797)
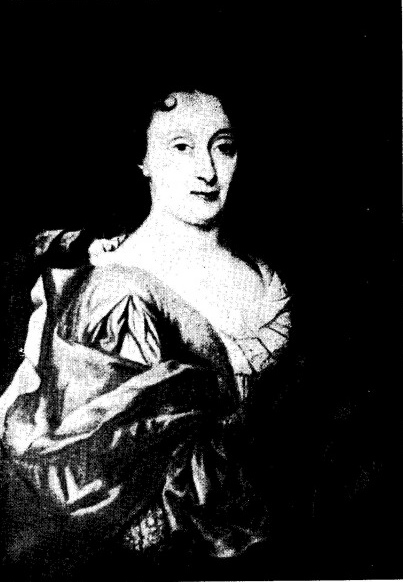
Catherine d'Egmont, épouse de Robert Coppieters
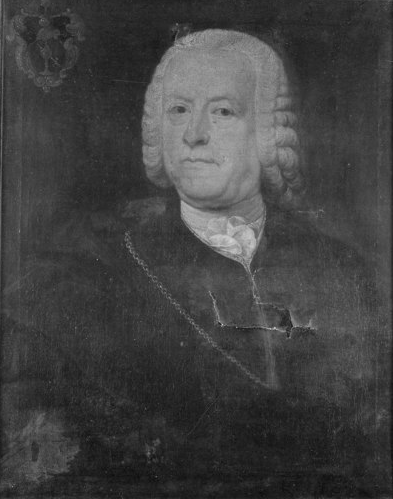
Joannes Baptist Joseph Coppieters
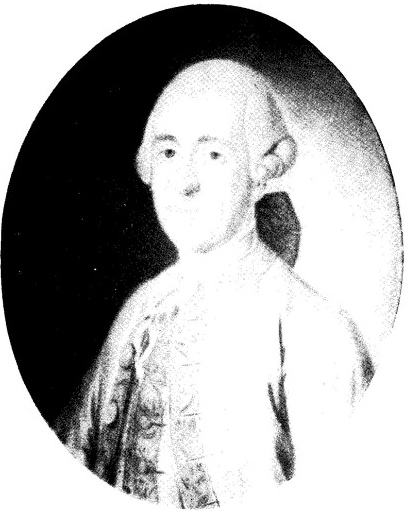
Jean-Baptiste Coppieters 't Wallant (1732-1787)
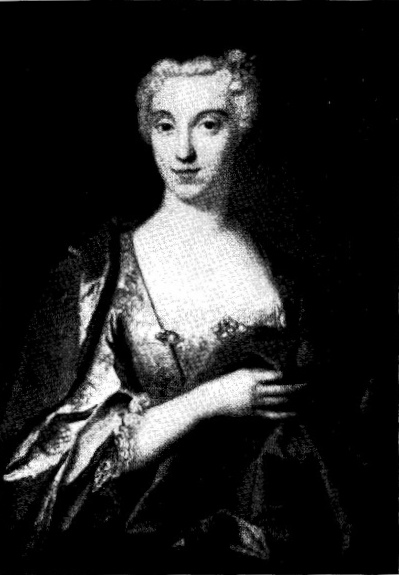
Jeanne Therese van Steelant, épouse Jean-Baptiste Coppieters 't Wallant
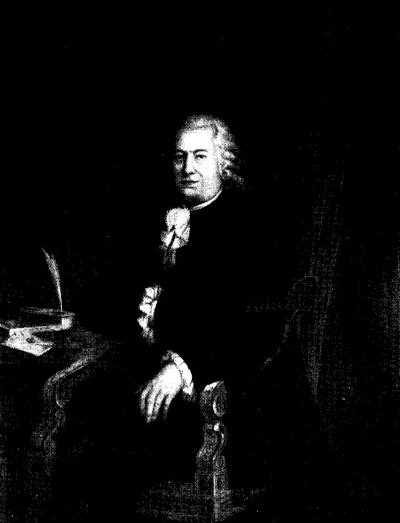
Charles Coppieters (1733-1792)
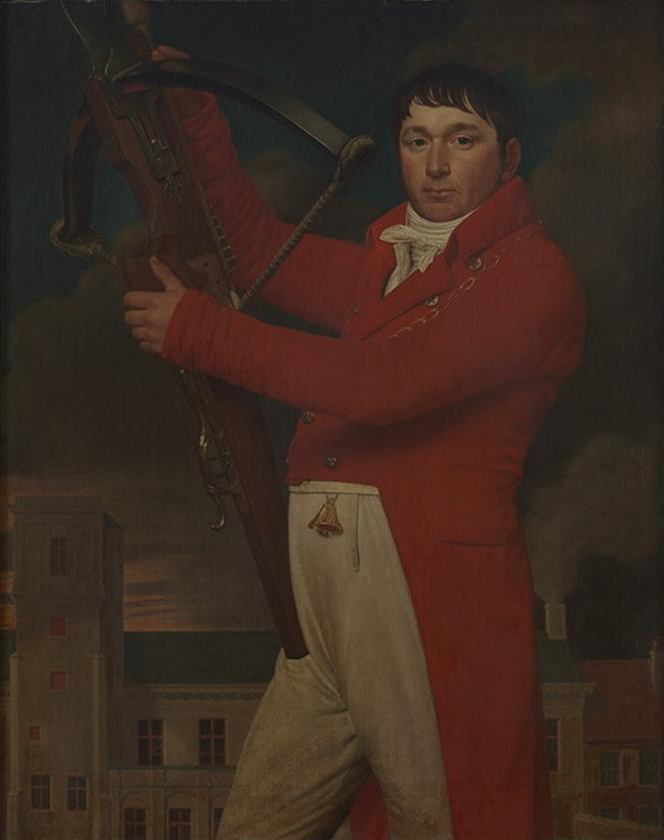
Jean-Baptiste Coppieters 't Wallant (1770-1840)
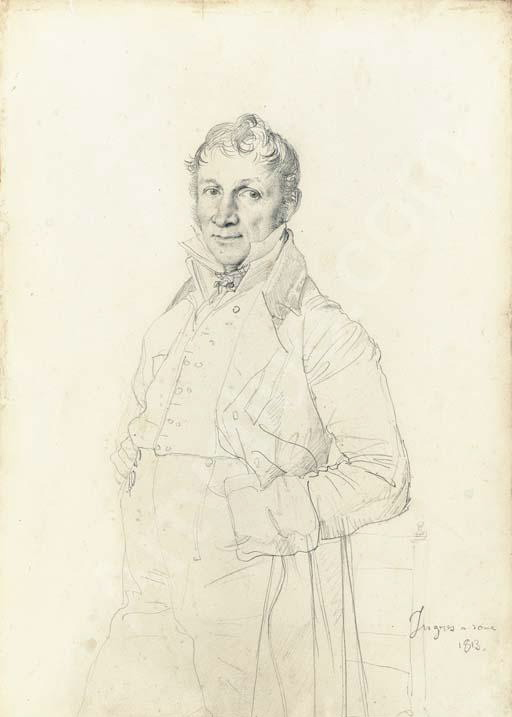
Charles Coppieters Stochove (1774-1864), par Ingres
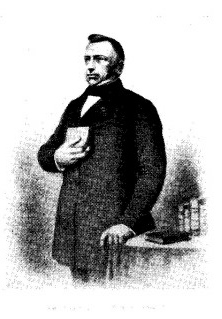
Jean-Baptiste Coppieters 't Wallant (1806- 1860)
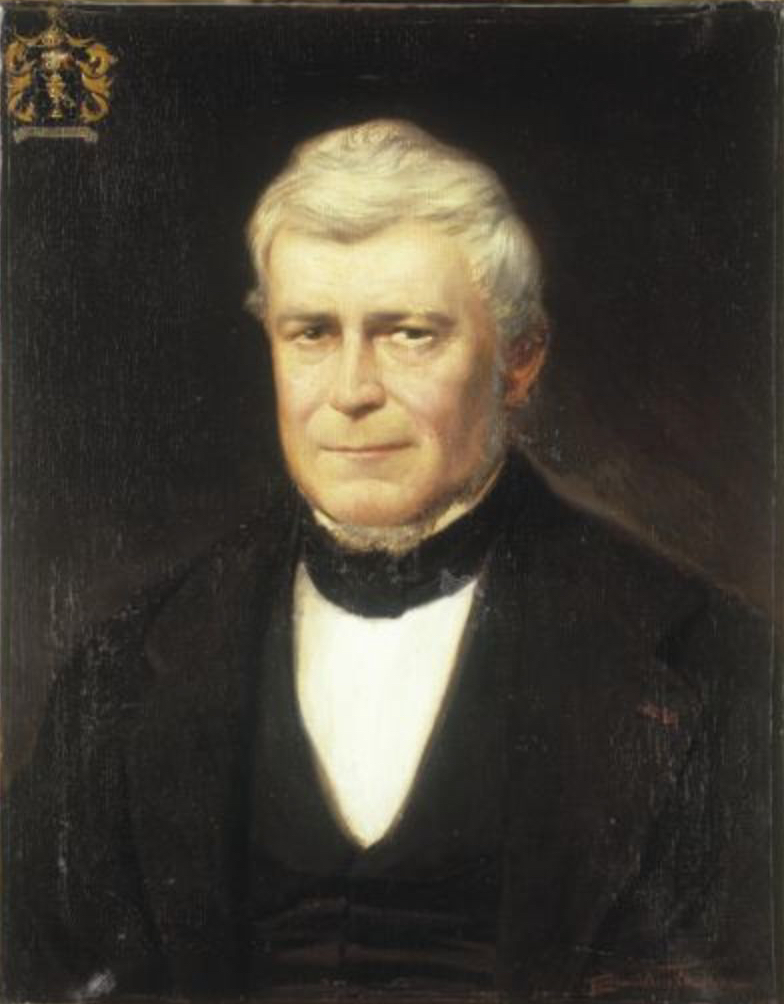
Dominus-Bernardus Coppieters Arents (-1870).
Alfred Coppieters 't Wallant (1835 - 1906)

## Pour approfondir